# Dorfkirche Lübzow

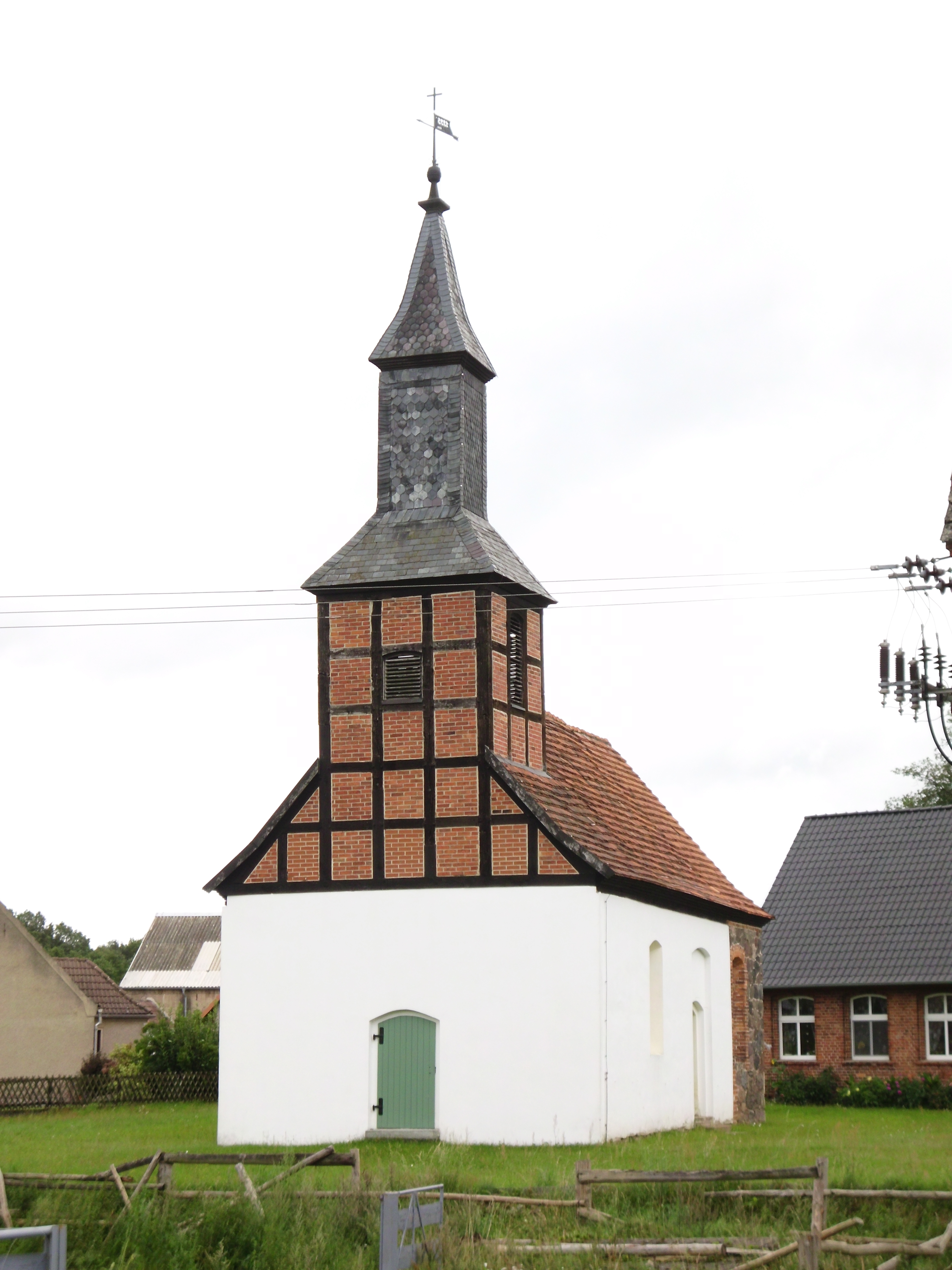
Dorfkirche Lübzow

Die evangelische, denkmalgeschützte Dorfkirche Lübzow steht in Lübzow, einem Ortsteil der Stadt Perleberg im Landkreis Prignitz von Brandenburg. Die Kirche gehört zum Kirchenkreis Prignitz der Evangelischen Kirche Berlin-Brandenburg-schlesische Oberlausitz.

## Beschreibung
Die im Kern gotische Saalkirche aus Feld- und Backsteinen wurde im 14. Jahrhundert erbaut. Sie wurde im 19. Jahrhundert an der Südseite verputzt und um einen Chor mit dreiseitigem Schluss aus Feldsteinen nach Osten erweitert. Der Dachturm im Westen des Langhauses, der mit einer schiefergedeckten, gestuften Haube bedeckt ist, enthält den Glockenstuhl, in dem von den ursprünglich zwei Glocken nur noch eine erhalten ist. Er wurde 1850 aus Holzfachwerk erneuert, das im Innenraum auf zwei hölzernen Säulen ruht.
Die Orgel auf der Empore im Westen des Innenraums wurde 1911 gebaut.